# Rött kaneläpple
Rött kaneläpple är en äppelsort som utsetts till landskapsäpple för Härjedalen. Sortens ursprung är Ryssland. Skalet på detta äpplet som är fett, har som namnet avslöjar mestadels en röd färg. Köttet på äpplet är saftigt och som även här namnet avslöjar, så har äpplet en kryddig och något kanelliknande smak. Rött kaneläpple mognar omkring september-oktober och är främst ett ätäpple. I Sverige odlas Rött kaneläpple gynnsammast i zon 1-5.